# NGC 298
NGC 298 ist eine Spiralgalaxie vom Hubble-Typ Sbc im Sternbild Walfisch südlich der Ekliptik. Sie ist schätzungsweise 81 Millionen Lichtjahre von der Milchstraße entfernt und hat einen Durchmesser von etwa 40.000 Lichtjahren. 

Im selben Himmelsareal befinden sich u. a. die Galaxien NGC 293 und NGC 297.
Die Typ-II-Supernova SN 1986K wurde hier beobachtet.
Das Objekt wurde am 27. September 1864 von dem deutschen Astronomen Albert Marth entdeckt.